# NXT TakeOver: Toronto (2019)
NXT TakeOver: Toronto (2019) – gala wrestlingu wyprodukowana przez federację WWE dla zawodników brandu NXT. Odbyła się 10 sierpnia 2019 w Scotiabank Arena w Toronto w prowincji Ontario w Kanadzie. Była transmitowana na żywo za pośrednictwem WWE Network. Była to dwudziesta szósta gala z cyklu NXT TakeOver, a jednocześnie czwarta w 2019 roku.
Podczas gali odbyło się siedem walk, w tym dwie nagrywane dla oddzielnego odcinka NXT. W walce wieczoru, NXT Champion Adam Cole obronił tytuł po pokonaniu Johnny’ego Gargano w Two-out-of-three falls matchu. W innych ważnych walkach, Street Profits (Angelo Dawkins i Montez Ford) zachowali NXT Tag Team Championship, zwyciężając The Undisputed Erę (Kyle O’Reilly i Bobby Fish), podobnie jak Velveteen Dream, który utrzymał NXT North American Championship po zwycięstwie nad Pete’em Dunne’em i Roderickiem Strongiem. W innym pojedynku Shaynie Baszler obroniła NXT Women’s Championship przeciwko Mii Yim.
Larry Csonka, redaktor portalu internetowego 411mania.com, przyznał wydarzeniu notę 8,5 w 10–punktowej skali.

## Produkcja
NXT TakeOver: Toronto oferowało walki profesjonalnego wrestlingu z udziałem różnych wrestlerów należących do brandu NXT spośród istniejących oskryptowanych rywalizacji i storyline’ów. Kreowane są podczas cotygodniowych gal NXT. Wrestlerzy są przedstawieni jako heele (negatywni, źli zawodnicy i najczęściej wrogowie publiki) i face’owie (pozytywni, dobrzy i najczęściej ulubieńcy publiki), którzy rywalizują pomiędzy sobą w seriach walk mających budować napięcie. Kulminacją rywalizacji jest walka wrestlerska lub ich seria. NXT TakeOver: Toronto było czwartą galą cyklu TakeOver wyprodukowaną w 2019.

### Rywalizacje
Na TakeOver: XXV, Adam Cole pokonał Johnny’ego Gargano i zdobył NXT Championship. 17 lipca na odcinku NXT Cole i Gargano skonfrontowali się ze sobą i doszło do bójki. Generalny menadzer NXT, William Regal, zabookował następnie walkę Two-out-of-three falls match o tytuł na TakeOver: Toronto z Colem i Gargano, którzy wybrali odpowiednio pierwsze dwie stypulacje; jednak Regal zadecyduje o ostatecznej stypulacji, jeśli nastąpi remis. 24 lipca na odcinku NXT, Gargano i Cole wybrali swoje stypulacje. Gargano wybrał Street Fight, podczas gdy Cole wybrał pojedynek na normalnych zasadach.
Na TakeOver: XXV, The Street Profits (Angelo Dawkins i Montez Ford) oraz The Undisputed Era (Kyle O’Reilly i Bobby Fish) rywalizowali w Fatal 4-Way Tag Team Ladder matchu o zwakowany NXT Tag Team Championship, które The Street Profits zdobyli. 22 lipca, na TakeOver: Toronto zaplanowano walkę o tytuł pomiędzy obiema drużynami.
Od czasu TakeOver: XXV, Candice LeRae zaangażowała się w feud Io Shirai z NXT Women’s Championką Shayną Baszler. Po tym, jak Shirai nie udało się pokonać Baszler o tytuł w Steel Cage matchu 26 czerwca na odcinku NXT, Shirai zaatakowała LeRae, przechodząc heel turn. Shirai wyjaśniła swoje działania 10 lipca, debiutując nową muzykę wejściową, stwierdzając, że nie potrzebuje żadnych przyjaciół. Następnie LeRae wtrąciła się w walkę Shirai 24 lipca, a w następnym tygodniu William Regal powiedział LeRae, że zmierzy się z Shirai na TakeOver: Toronto.
24 kwietnia na odcinku NXT, Mia Yim opowiadała o tym, jak niebezpieczna była NXT Women’s Championka Shayna Baszler wraz z Jessamyn Duke i Mariną Shafir. Po tym jak Yim wygrała swoją walkę 3 lipca, oświadczyła, że idzie po NXT Women’s Championship. W następnym tygodniu, Baszler stwierdziła, że Yim nie jest gotowa. Yim zaatakowała Shafir na parkingu na odcinku z 17 lipca, a Duke w ringu treningowym w następnym tygodniu. 31 lipca na odcinku NXT, Baszler i Yim zgodziły się na walkę o tytuł na TakeOver: Toronto.
24 lipca na odcinku NXT, NXT North American Champion Velveteen Dream opowiadał o tym, jak wspaniałym był Roderick Strong z Undisputed Era, gdy Strong mu przerwał. Strong zasugerował walkę o tytuł na TakeOver: Toronto, kiedy Pete Dunne przerwał i pstryknął palcem w Stronga, zanim spojrzał na tytuł. Następnie William Regal ogłosił, że Dream będzie bronił NXT North American Championship przeciwko Strongowi i Dunne’owi w Triple Threat matchu na TakeOver: Toronto.

## Wyniki walk
| Nr                                                                                    | Wyniki | Stypulacje | Czas  |
| ------------------------------------------------------------------------------------- | --- | --- | ----- |
| 1N                                                                                    | Breezango (Tyler Breeze i Fandango) pokonali The Forgotten Sons (Wesleya Blake’a i Steva Cutlera)                     | Tag Team match | 6:01  |
| 2N                                                                                    | Jordan Myles pokonał Camerona Grimesa                                                                                 | Finał turnieju NXT Breakout | 2:06  |
| 3                                                                                     | Street Profits (Angelo Dawkins i Montez Ford) (c) pokonali The Undisputed Era (Kyle’a O’Reilly’ego i Bobby’ego Fisha) | Tag Team match o NXT Tag Team Championship | 16:55 |
| 4                                                                                     | Io Shirai pokonała Candice LeRae poprzez techniczne poddanie                                                          | Singles match | 15:00 |
| 5                                                                                     | Velveteen Dream (c) pokonał Pete’a Dunna i Rodericka Stronga                                                          | Triple Threat match o NXT North American Championship | 17:24 |
| 6                                                                                     | Shayna Baszler (c) pokonała Mię Yim poprzez submission                                                                | Singles match o NXT Women’s Championship | 14:35 |
| 7                                                                                     | Adam Cole (c) pokonał Johnny’ego Gargano z wynikiem 2–1                                                               | Two-out-of-three falls match o NXT Championship (I stypulacja – Singles match, II stypulacja – Street Fight, III stypulacja – Barbed Wire Steel Cage match) | 52:26 |
| (c) – mistrz/mistrzyni przed walkąN – walka była nagrywana do oddzielnego odcinka NXT | | |       |